# هولت أشلي
هولت أشلي (بالإنجليزية: Holt Ashley) هو مهندس فضاء جوي ومهندس أمريكي، ولد في 10 يناير 1923 في سان فرانسيسكو في الولايات المتحدة، وتوفي في 9 مايو 2006.